# Дама с камелиями (фильм, 1995)
«Да́ма с каме́лиями» (пол. Dama kameliowa; Польша, 1995) — художественный телефильм режиссёра Ежи Антчака. Экранизация одноимённого романа Александра Дюма-сына.

## Сюжет
Действие фильма происходит в середине XIX века. Главная героиня фильма — роскошная парижская куртизанка Маргарита Готье — известна тем, что она всегда появляется на публике только с букетом камелий: белоснежных цветов без цвета и запаха. После смерти Маргариты от чахотки все её вещи описаны за долги и выставлены на аукционе. Писатель Александр Дюма (сын) случайно заходит на аукцион и покупает книгу, заинтересовавшую его своей дарственной надписью. Несколько дней спустя в квартире писателя появляется незнакомый молодой человек, представившийся Арманом Дювалем, и просит перепродать ему книгу за любую цену. Необычный гость рассказывает писателю о своей любви к покойной Маргарите, закончившейся трагически. Писатель решает, что эта история ляжет в основу его нового драматического романа. Подробное изложение сюжета см. в статье «Дама с камелиями».

## В ролях
- Анна Радван — Маргарита Готье
- Ян Фрыч — Арман Дюваль
- Анна Дымна — Прюданс, подруга Маргариты
- Станислава Целиньская — Жюли Дюпре
- Ежи Камас  — Жорж Дюваль, отец Армана
- Ян Энглерт — Александр Дюма-сын
- Артур Дзюрман — Гастон, друг Армана
- Ежи Гралек — князь, опекун Маргариты
- Беата Сьцибакувна — Олимпия, любовница Армана
- Агнешка Крукувна — Нанина, служанка Маргариты
- Хенрик Махалица — доктор
- Зофья Мерле — цветочница
- Казимеж Ожеховский — священник

## Съёмочная группа
- Режиссёр: Ежи Антчак
- Сценарист: Ядвига Бараньская, Александр Дюма-сын
- Операторы: Томаш Добровольский, Адам Сикора
- Композитор: Евгениуш Рудник, классическая музыка
- Художники: Анджей Пржедворски, Барбара Птак
- Монтаж: Ева Романовска-Розевич

## Музыкальное сопровождение
В фильме использована следующая классическая музыка: Адажио Альбинони, «Лунная соната» Л. Бетховена, Ноктюрн си-бемоль мажор (соч. 9, № 3) Ф. Шопена, вальс «Приглашение к танцу» и увертюра из оперы «Вольный стрелок» К. М. Вебера, отрывок из 3-го действия оперы «Лючия ди Ламмермур» Г. Доницетти (сцена в театре), увертюра из оперы «Свадьба Фигаро» В. А. Моцарта, кадриль Maciej Zieliński.

## Места съёмок
- Лазенковский парк в Варшаве, в том числе:
  - Лазенковский дворец (который также известен как дворец на воде (пол. Pałac na Wodzie) и дворец на острове (пол. Pałac na Wyspie), в котором снимался дом Маргариты.
  - Белый дом (пол. Biały Domek), в котором снималась квартира Армана Дюваля, квартира писателя Александра Дюма (сына), квартира Прюденс, дом в сельской местности.
- Улица Иезуитов в Варшаве, где снимался цветочный рынок.
- Улица Dziekania в Варшаве, где снимались сцены перед домом Маргариты.
- Старый театр в Кракове им. Елены Моджеска (Stary Teatr im. Heleny Modrzejewskiej w Krakowie), в котором снимались сцены в театре.

## Примечание
- В разных источниках информации дата выхода фильма указывается и 1994 год, и 1995 год.
- Фильм демонстрировался по российскому телевидению, профессионально переведён и озвучен на русский язык.
- В России пока не выпущен на DVD.